# Austrochorema pegidion
Austrochorema pegidion là một loài Trichoptera trong họ Hydrobiosidae. Chúng phân bố ở miền Australasia.